# Arthur Georges
Arthur Georges (* 1909 in Manhay; † 19. Mai 1944 in Siegburg) war ein belgischer römisch-katholischer Geistlicher und Märtyrer.

## Leben
Arthur Georges wurde als Sohn eines Volksschullehrers in Deux-Rys (heute Ortsteil von Manhay) in den Ardennen geboren. Er besuchte die Schule in Floreffe und das Priesterseminar in Namur und wurde 1934 zum Priester geweiht. Dann war er Vikar an der Kathedrale von Namur. Er engagierte sich in der  Christlichen Arbeiterjugend und während der Besatzung durch das nationalsozialistische Deutschland im Widerstand durch Unterstützung alliierter Fallschirmjäger. Am 17. November 1942 wurde er verhaftet und von einem Kriegsgericht der Luftwaffe am 17. April 1943 zu acht Jahren Zwangsarbeit verurteilt. Über die Gefängnisse Löwen, Aachen, Köln und Rheinbach kam er nach Siegburg. Dort starb er am 19. Mai 1944 im Alter von 34 Jahren. Er wurde in Lomprez, einer Ortschaft der Gemeinde Wellin, beigesetzt.